# Sixtymile
La Sixtymile est un cours d'eau d'Alaska, aux États-Unis, du territoire du Yukon, au Canada, situé dans la région de recensement de Yukon-Koyukuk. C'est un affluent du Yukon.

## Géographie
Long de 85 milles (137 km), elle coule en direction de l'est le long de la frontière entre l'Alaska et le territoire du Yukon pour se jeter dans le Yukon.
Son nom lui a été référencé en 1906 comme Sixtymile Creek.

## Source
- (en) « Sixtymile », Geographic Names Information System